# Wydział Nauk Humanistycznych Uniwersytetu w Siedlcach
Wydział Nauk Humanistycznych Uniwersytetu w Siedlcach – jeden z 6 wydziałów Uniwersytetu w Siedlcach.

## Historia
Wydział Humanistyczny powstał w 1971 roku w ramach Wyższej Szkoły Nauczycielskiej. W 1977 roku, wskutek reorganizacji uczelni, Wydział został zlikwidowany. Reaktywowanie Wydziału Humanistycznego nastąpiło w 1991 roku. Od początku drugiego okresu funkcjonowania Wydziału Humanistycznego działają w jego strukturach – do dziś istniejące – instytuty: Pedagogiki (obecnie Instytut Edukacji), Filologii Polskiej (obecnie Filologii Polskiej i Logopedii) i Historii (obecnie Instytut Historii i Stosunków Międzynarodowych). W następnych latach zostały utworzone: Instytut Nauk Społecznych (dziś Instytut Nauk Społecznych i Bezpieczeństwa), Instytut Neofilologii (dziś Instytut Neofilologii i Badań Interdyscyplinarnych). 1 września 2018 roku rozpoczął działalność Instytut Polonistyki i Neofilologii, utworzony na mocy zarządzenia Rektora UPH z 15 czerwca 2018 roku, w wyniku połączenia Instytutów: Filologii Polskiej i Logopedii oraz Neofilologii i Badań Interdyscyplinarnych. Od 1 października 2019 roku, zarządzeniem Rektora UPH, Wydział funkcjonuje jako Wydział Nauk Humanistycznych.

## Kierunki kształcenia
Dostępne kierunki:
- Filologia angielska (studia I i II stopnia)
- Filologia polska (studia I i II stopnia)
- Historia (studia I i II stopnia)
- Infobrokerstwo i nowoczesna biurowość (studia I stopnia)
- Logopedia z audiologią (studia I stopnia)
- Logopedia (studia II stopnia)
- Podyplomowe studia z archiwistyki i zarządzania dokumentami
- Podyplomowe studia języka polskiego jako obcego i jako drugiego
- Podyplomowe studia logopedyczne
- Podyplomowe studia neurologopedii z wczesnym wspomaganiem rozwoju dziecka

## Struktura organizacyjna
| Instytut                                     | Dyrektor                  |
| -------------------------------------------- | ------------------------- |
| Instytut Historii                            | dr hab. Marcin Kruszyński |
| Instytut Językoznawstwa i Literaturoznawstwa | dr hab. Sławomir Sobieraj |

### Pozostałe jednostki
- Ośrodek Logopedyczny
- Centrum Diagnozy i Terapii Logopedycznej
- Studencka Poradnia Logopedyczna